# Totovec
Totovec är en ort i Kroatien.   Den ligger i länet Međimurje, i den nordöstra delen av landet, 70 km nordost om huvudstaden Zagreb. Totovec ligger 165 meter över havet och antalet invånare är 529.
Terrängen runt Totovec är platt. Runt Totovec är det ganska tätbefolkat, med 80 invånare per kvadratkilometer. Närmaste större samhälle är Varaždin, 8,9 km väster om Totovec. Trakten runt Totovec består till största delen av jordbruksmark.